# Märlspik

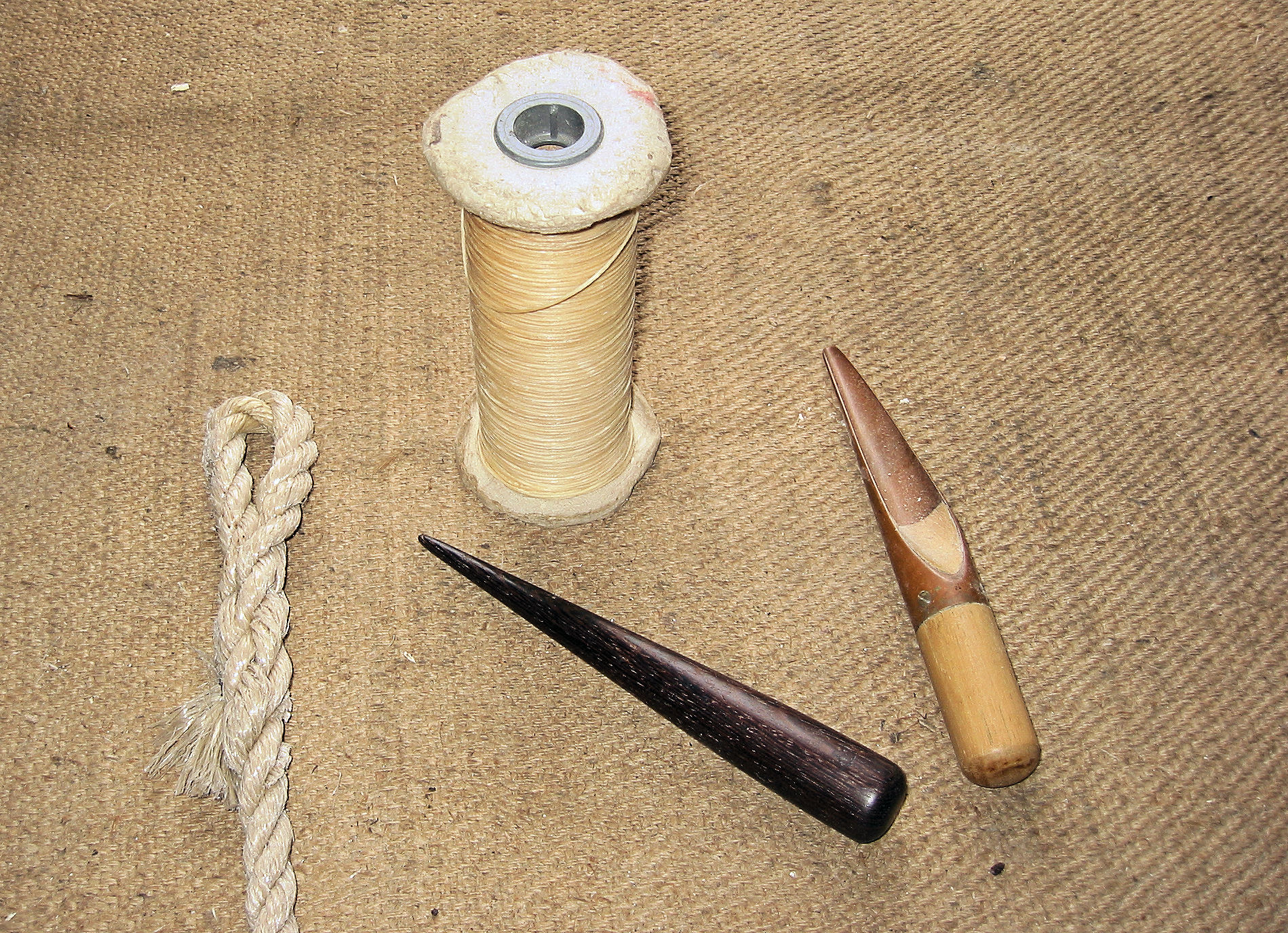
Ögonsplits, fid och splitsnål; dock ingen märlspik

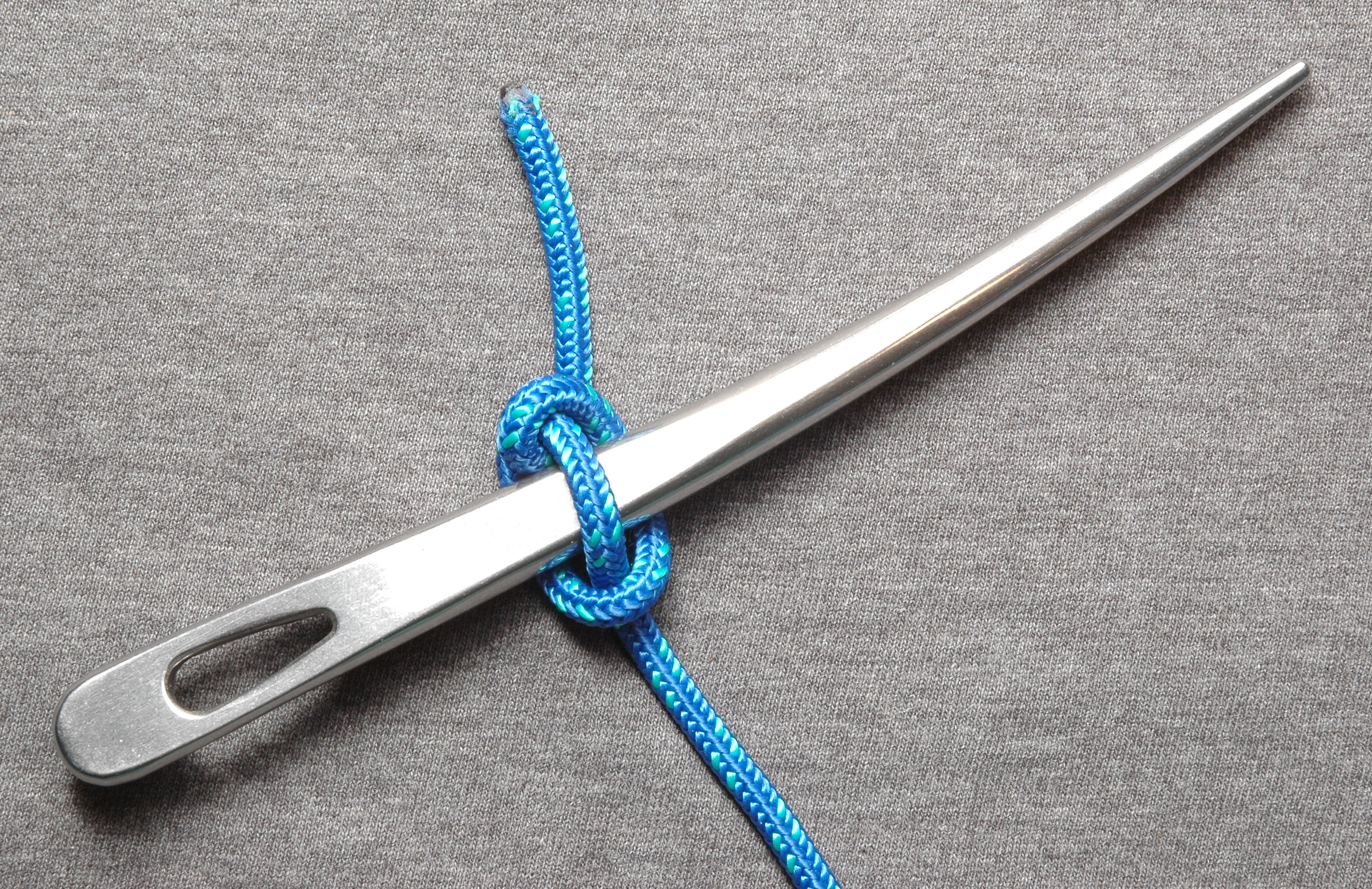
Modern märlspik

Märlspik är en spetsig och spolformad kon i metall. Den är ett verktyg som används vid diverse sjömansarbeten, framförallt förr ombord på större segelfartyg, till exempel vid splitsning av vajer och öppnandet och låsandet av schacklar.
Märlspiken är inte att förväxla med splitsnålen, som är vanligt använd vid splitsning av tågvirke. Splitsnålen består vanligen av en böjd plåt som bildar en i längdriktningen "halverad kon" och upptill en avslutning i trä.